# Zofóri
Zofóri, en grec moderne : Ζωφόροι est un village du dème de Minóa Pediáda, en Crète, en Grèce. Selon le recensement de 2011, la population de Zofóri compte 367 habitants. Il est situé à une altitude de 340 m.